# Шпация

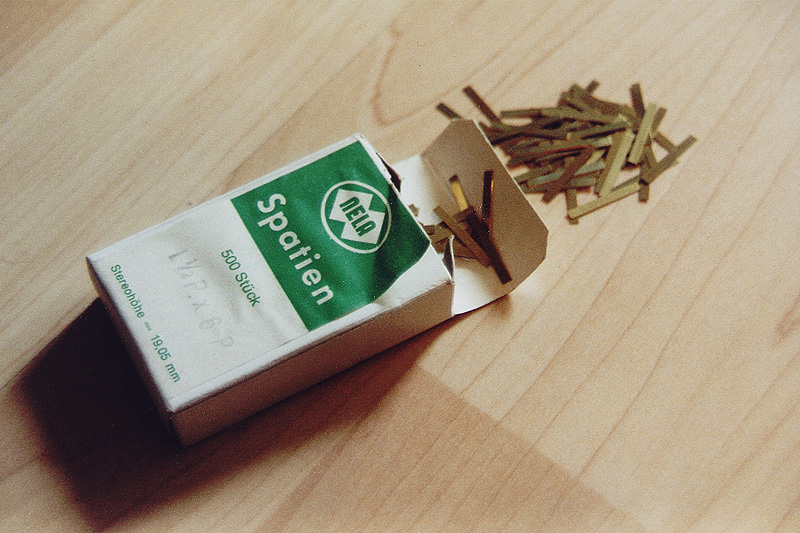

Шпа́ция (в традиционной полиграфии) — типографический пробельный материал, применяемый при ручном и монотипном металлическом наборе для отбивки элементов строки друг от друга по горизонтали, а также для создания отступов. Шпация может иметь толщину используемого в строке шрифта от 1 пункта до величины кегля. В зависимости от толщины шпация называется круглой (кегельной, ширина равна высоте шрифта), полукруглой (полукегельной, половина высоты шрифта) или тонкой (1/5, реже 1/6 высоты шрифта).
Также шпацией называют расстояние между картонными сторонками переплёта книги.